# Stanislav Angelovič
Stanislav Angelovič (* 26. března 1982, Prešov) je bývalý slovenský obránce. Po odchodě z MŠK Žilina v létě 2013 ukončil fotbalovou kariéru. Hrává pouze na amatérské úrovni za ŠK Svätý Jur.
Udělal si trenérskou licenci.

## Fotbalová kariéra
Svoji fotbalovou kariéru začal v Veľké Leváre. Mezi jeho další působiště patří: Topoľčany, Martin, FK Inter Bratislava, FC Senec, izraelský Maccabi Netanya FC, ŠK Slovan Bratislava a MŠK Žilina.